# パトリック・コナー
パトリック・エドワード・コナー（英:Patrick Edward Connor、1820年3月17日- 1891年12月17日）は、南北戦争の時の北軍将軍である。アメリカ西部開拓時代のインディアン絶滅作戦（インディアン戦争）で有名になった。

## 初期の経歴
コナーはアイルランドの田舎ケリー県で生まれた。アメリカ合衆国に渡って、1839年11月28日にアメリカ陸軍に入隊した。
コナーは合衆国のセミノール族インディアンに対する民族浄化である「セミノール戦争」に従軍した。1845年4月5日には帰化してアメリカ市民になった。米墨戦争のとき、アルバート・ジョンストンの下で戦った。コナーはその徴兵期間が切れた時に除隊し、その後西部で鉱山師になった。

## 南北戦争
南北戦争が勃発した時、コナーはカリフォルニア州民兵隊である「ストックトン・ブルース」を指揮していた。コナーはその部隊を連隊の大きさまで強化し、第3カリフォルニア志願歩兵連隊と呼ばれることになった。その連隊はユタ準州に向かい、インディアンから山岳路を奪い、インディアンと同盟したモルモン教徒の蜂起を鎮めるよう命令された。
コナーはユタにいる間に前進基地を造ったが、その任務に不満を抱くようになった。コナーとその部隊が本当の戦闘と栄光が起こりつつある東部のバージニア州に行きたいと思った。ヘンリー・ハレック少将（コナーの個人的友人）が北軍の総司令官になったとき、コナーはその部隊兵が反逆者と戦うために入隊してきたと訴えた。連隊の給与から3万ドルを抑えて部隊を東部の戦場に移動させる提案をした。ハレックはコナーにソルトレイクシティ地域を偵察しておくよう勧めた。コナーはそれに従い、市を見下ろす位置にダグラス砦を建設したが、これはモルモン教徒の願望に逆らうものだった。モルモン教徒の指導者ブリガム・ヤングはその個人的な代理人であるキニーを通じて部隊を移動させるようアメリカ合衆国議会に働きかけた。しかし、ドティ知事やコナーの努力を通じて連邦軍はワシントンや太平洋戦線司令官からダグラス砦に留まるよう指示された。
コナーはユタで3年間従軍した間に、非モルモン教徒と、末日聖徒イエス・キリスト教会（モルモン教会）からキリスト教徒へ改宗した者を守った。またユタ準州内で貴重な鉱物資源を発見し、上官に報告した。このことでアメリカ合衆国に忠実な白人市民が次第にユタに移民してくるようになり、準州内の日常的なことでモルモン教会の権限を弱めることになった。コナーの広範な軍事通信が1897年に『反逆の戦争：太平洋戦線における北軍と南軍の公式記録資料』として出版され参照できる。

## ベア川の虐殺
1860年代初期、ワシントン準州（今日のアイダホ州とユタ州の境界付近）において白人入植者の人口が急増し、原住民であるインディアン部族との紛争に繋がった。コナーはインディアンを絶滅したがっており、凍るような冬季気候の中、220kmを連隊を率いて進軍した。1863年1月29日、コナーの部隊はベア川沿いでショーショーニー族インディアンの野営地を見つけた。コナー隊より先回りした部隊が川を渉り、インディアンの集落を襲ったが、たやすく撃退された。
コナーは到着後に増援を送って、渓谷を抜けるインディアンの逃走路を塞がせた。部隊の残りは尾根に陣取らせ、そこからインディアンに向かって射撃を加えさせた。兵士達は厳寒の川を泳いで逃げようとするインディアンにも発砲した。このとき女性や子供を含め、野営地のインディアンほとんど全員を虐殺したが、その被害者数は200名ないし400名と見積もられている。
ショーショーニー族インディアンは、モルモン教徒から物資の補給を受けており、コナーはこのベア川の虐殺後に大量の小麦と武器を彼らから奪った。コナーの報告書は上記『反逆の戦争：太平洋戦線における北軍と南軍の公式記録資料』に収められている。

## パウダー川遠征
ベア川の戦い後、コナーは志願兵軍の准将に指名されユタ地区軍指揮官を任された。その地区軍本部はダグラス砦に置いた。スー族とシャイアン族が彼らの領土を侵犯してボーズマン・トレイルや山岳郵便配送路を通行する白人を妨害したとして、1865年に彼らの絶滅を図る「パウダー川遠征」を率いた。8月、コナーは「タング川の戦い」でスー族とアラパホー族の戦士団を破った。
「パウダー川遠征」でインディアンを虐殺し追い払ったことで、この地域の入植白人の間で暫くの間平和がもたらされた。しかしこれはスー族やこの地域のインディアン部族全体に対する合衆国による民族浄化の氷山の一角にすぎなかった。それから25年後のウンデット・ニーの虐殺まで、インディアン絶滅のための軍事作戦は絶え間なく続けられた。

## 戦後の行動
南北戦争が終わると、コナーは志願兵の名誉少将に指名され、1866年には志願従軍から外れた。コナーは東部で南軍と戦闘することは一度も無かったが、フロンティア辺境での部隊指揮は続けた。インディアンに対する戦いでは南軍の古参兵を徴兵することもあった。
コナーはソルトレイクシティを恒久的に居所にし、市では初の新聞を創刊した。また再度鉱業にも関わった。ユタ準州内に都市を設立し、カリフォルニア民兵隊の栄誉を称えてストックトンと名付けた。
コナーはソルトレイクシティで死に、そこで埋葬された。